# Handwerkskammer des Saarlandes

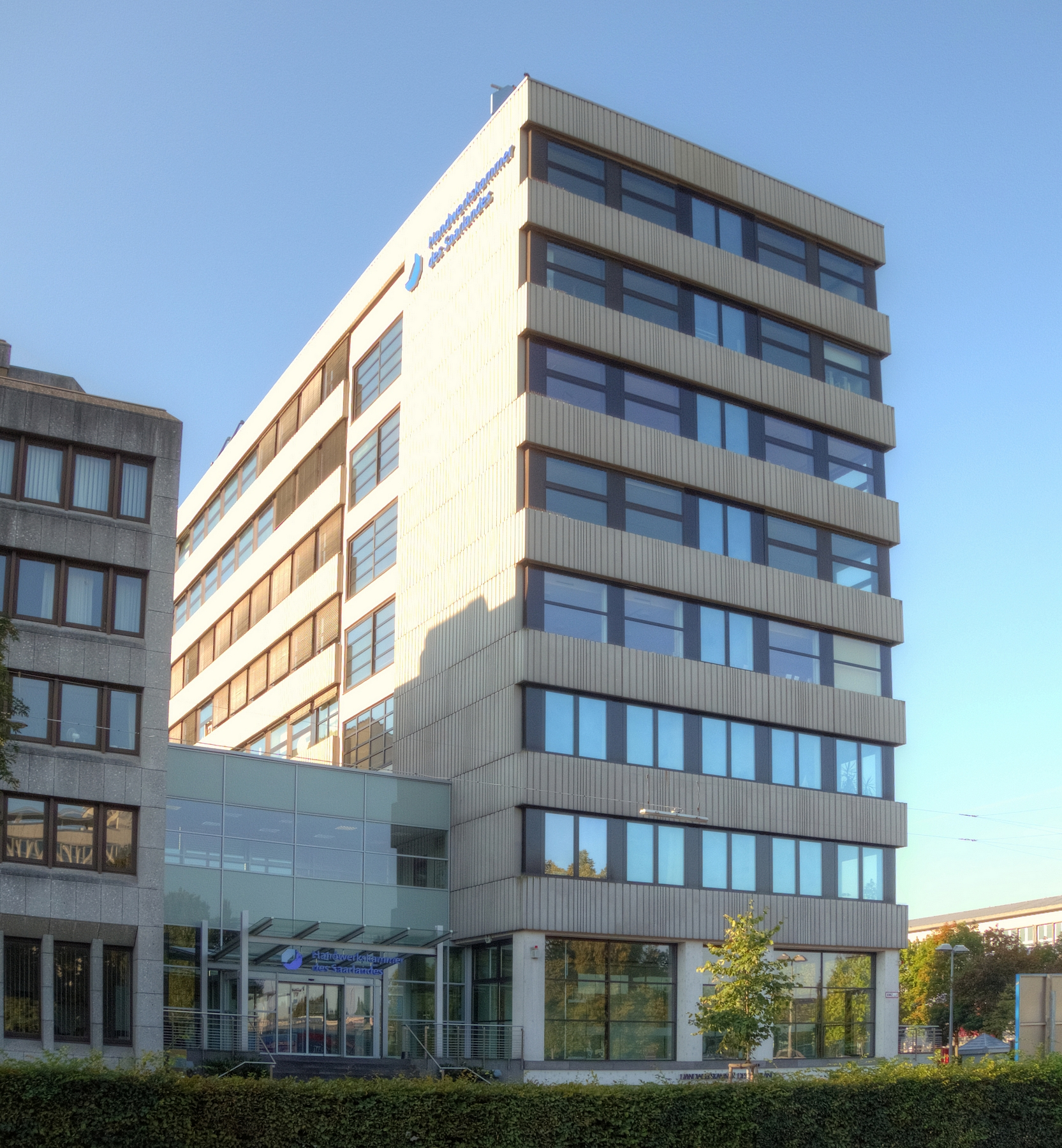
Sitz der Handwerkskammer des Saarlandes

Die Handwerkskammer des Saarlandes ist eine von 53 Handwerkskammern in der Bundesrepublik Deutschland mit Sitz in der saarländischen Landeshauptstadt Saarbrücken. Sie ist Mitglied des Interregionalen Rates der Handwerkskammern Saar-Lor-Lux. Wie alle Handwerkskammern ist die Handwerkskammer des Saarlandes eine Körperschaft des öffentlichen Rechtes.

## Interessenvertretung
Es gehört zu den zentralen Aufgaben der Handwerkskammer des Saarlands, die Interessen des saarländischen Handwerks auf allen politischen Ebenen zu vertreten. Sie setzt sich z. B. in allen Fragen zur wirtschaftlichen Lage, der Regionalentwicklung, der Bildungspolitik, zu Zukunftstechnologien, zu Umwelt und dem europäischen Binnenmarkt für die Interessen des Handwerks ein. Mit ihren über 12.000 Mitgliedsbetrieben ist sie eine der größten Selbstverwaltungseinrichtungen der saarländischen Wirtschaft. Die Kammer ist die Vertretung von rund 68.000 Menschen, die im saarländischen Handwerk arbeiten, die einen Umsatz von knapp 6,5 Mrd. € erwirtschaften. Sie nimmt öffentliche Aufgaben wie das Führen des Handwerksverzeichnisses und der Lehrlingsrolle sowie Prüfungen in der beruflichen Aus- und Fortbildung war. Pro Jahr erhalten ca. 5.500 Lehrlinge von der Handwerkskammer des Saarlandes ihren Gesellenbrief. Ihre zertifizierten Aus- und Weiterbildungsstätten wie die Saarländische Meister- und Technikerschule (SMTS), die in Trägerschaft der Handwerkskammer geführt wird, oder die überbetrieblichen Kompetenzzentren (Metall Informations- und Kommunikationstechnik, Wellness) bilden die Grundlage für ausgebildete Fach- und Führungskräfte im Handwerk.

## Geschichte
Am 1. April 1900 wurde Saarbrücken Sitz der „Handwerkskammer für den preußischen Regierungsbezirk Trier und das Großherzoglich Oldenburgische Fürstenthum Birkenfeld“ auf der Grundlage des Handwerkergesetzes vom 26. Juli 1897. Aus ihr entstand die heutige Handwerkskammer des Saarlandes. Erster Sitz der Handwerkskammer des Saarlandes im Jahr 1900 war das Rathaus St. Johann in der Keplerstraße. Nach einem Zwischenstopp in der Bleichstraße, zog sie in die Alt-Saarbrücker Hohenzollernstraße. Im Zweiten Weltkrieg wurde das Kammergebäude zerstört und 1949 an gleicher Stelle wiederaufgebaut. Bis heute hat sie hier ihren Hauptsitz.

## Neubau der Bildungsstätte
Die Vollversammlung der Handwerkskammer des Saarlandes hat im Dezember 2018 beschlossen, eine neue Bildungsstätte in Saarbrücken zu bauen. Hierzu kaufte die HWK im April 2020 der saarländischen Landesregierung ein Teilgrundstück in der Hohenzollernstraße ab. Die Arbeiten für den Neubau werden im Frühjahr 2021 starten.

## Personen
- Präsident: Bernd Wegner[6]
- Hauptgeschäftsführer: Jens Schmitt[7][8]